# Sdružení pro republiku – Republikánská strana Československa
Sdružení pro republiku – Republikánská strana Československa (zkratka SPR-RSČ) byla česká krajně pravicová politická strana. Vznikla v roce 1990 a v letech 1992–1998 byla zastoupena v České národní radě, respektive v Poslanecké sněmovně Parlamentu České republiky, v roce 1992 krátce i v obou komorách československého Federálního shromáždění. Nejvýraznější osobností strany i jejím zakladatelem a dlouholetým předsedou byl Miroslav Sládek. V roce 2013 byla SPR-RSČ rozpuštěna, avšak Sládek na ni navázal v roce 2016 založením strany Sdružení pro republiku – Republikánská strana Československa Miroslava Sládka.

## Charakteristika a zapojení do politického systému

### Program
SPR-RSČ byla označována za pravicově populistickou a krajně pravicovou stranu, sama sebe hodnotila jako stranu s cílem vybudování demokratického, humánního, silného a ekonomicky prosperujícího státu. Hlásila se k odkazu prvorepublikové Agrární strany a ekonomickým myšlenkám Karla Engliše. Zpočátku byla proklamována ideová spřízněnost s americkými republikány a francouzskými gaullistickými republikány (Rassemblement pour la République neboli Sdružení pro republiku), nicméně později bylo upozorňováno spíše na podobnost s německými Die Republikaner.
Program strany a veřejná vystoupení členů (například časté demonstrace) se zakládaly na radikálně opozičním stanovisku vůči poměrům ve státě. Strana SPR-RSČ byla známa svými výpady proti Romům a jiným minoritám žijících na území ČR. V jejím programu byly pasáže věnované přistěhovalectví, které si kladla za cíl omezit na minimum. Požadovala též rovné zákony pro Čechy i Romy.
V programu dále byla profesionalizace armády, národní suverenita a odmítavý postoj vůči EU a NATO. Po listopadové revoluci požadovali republikáni opětovné připojení Podkarpatské Rusi k Československu (později k České republice, Miroslav Sládek argumentoval například vlastnictvím Aljašky Spojenými státy). Právě proti rozpadu Československa vedla republikánská strana aktivní kampaň.
V ekonomické části programu požadovala revizi všech velkých privatizací, do Ústavy zapracovat pevnou hranici daně (a zrušit progresivní zdanění příjmů), zavést referendum o daňových otázkách a přímou volbu prezidenta, bezplatné školství a investice do rozvoje venkova a výstavby bytů. Podporovala též zúžení státního aparátu a zrušení Senátu a 30% omezení byrokratického aparátu. V kultuře hodlala podporovat obnovení národní hrdosti (hlásila se k husitskému odkazu), v oblasti životního prostředí se stavěla proti nadnárodním kvótám a tepelným elektrárnám.
Republikánský program se během téměř dvaceti let měnil jen minimálně (sám Sládek prohlašoval, že není potřeba ho nějakým způsobem obměňovat, protože je vynikající), a to i přesto, že některé body prosadily jiné strany a vlády (např. profesionalizace armády).

### Historie

#### 1989–2001: Vznik, parlament a neúspěchy
SPR-RSČ začala vznikat v listopadu 1989 během sametové revoluce, kdy Miroslav Sládek v prvních dnech sice vystupoval jako řečník na pódiích, ovšem kvůli rostoucí profesionalitě Občanského fóra se postupně ocitl na okraji protestů. Stranu založil sám 30. prosince 1989 jakožto Republikánskou stranu a následně záměrně mylně informoval ČTK, že tak udělal přípravný výbor pod jeho vedením. Na základě toho se o nové straně hned v prvních dnech roku 1990 objevily první zmínky v médiích a sám Sládek byl zván do televizních diskusních pořadů. Ustavující sjezd strany proběhl 24. února 1990 na něm byl přijat název Sdružení pro republiku – Republikánská strana Československa. Předsedou byl zvolen Miroslav Sládek. Strana se účastnila již červnových voleb do federálního i národních parlamentů (spolu s propodnikatelskou Všelidovou demokratickou stranou), ale pouze se ziskem okolo 1 %. Teprve komunální volby na podzim 1990 ukotvily SPR-RSČ na české politické scéně. V červnu 1992 získala SPR-RSČ 6,48 % ve volbách do Sněmovny lidu (8 mandátů), 6,37 % ve volbách do Sněmovny národů (6 mandátů) a zároveň 5,98 % ve volbách do České národní rady (14 mandátů). Strana se postavila proti dělení Československa. V červenci 1992 Sládek neúspěšně kandidoval na prezidenta České a Slovenské Federativní Republiky a v lednu 1993 též neúspěšně kandidoval na prezidenta České republiky.
Během volebního období 1992–1996 opustilo poslanecký klub SPR-RSČ 9 poslanců, kteří se transformovali do Vlastenecké republikánské strany. V roce 1996 obhájili republikáni své parlamentní působení ve volbách do Poslanecké sněmovny. Obdrželi 8,01 % hlasů a získali tak 18 křesel. Krátce poté navrhl předseda Miroslav Sládek ve sněmovně snížení věkové hranice trestní odpovědnosti z 15 na 14 let. V té souvislosti prohlásil, že zaznívají ohlasy, aby tato hranice byla ještě nižší u dětí romského původu (od deseti let). Chtěl tím údajně zabránit vyhrocení situace. Počátkem roku 1997 přednesl projev před Lichtenštejnským palácem[nepřesný odkaz] v Praze proti Česko-německé deklaraci, za nějž byl na začátku roku 1998 odsouzen.
Počátkem roku 1998 Sládek podruhé, rovněž neúspěšně, kandidoval na českého prezidenta. V předčasných volbách roku 1998 SPR-RSČ propadla a získala pouze 3,90 %, takže se do Poslanecké sněmovny nedostala. Na podzim 1998 sice obhájila asi stovku křesel v obecních volbách, ale v roce 2000 jako součást republikánské koalice v krajských volbách již tak úspěšná nebyla. V průběhu let 1998 a 1999 docházelo ve straně k vnitřnímu rozkladu, kdy odcházeli její vrcholní představitelé, přesto však došlo roku 1999 k jisté vnitřní konsolidaci poměrů. SPR-RSČ nebyla po většinu času brána jako relevantní partner, jen ze začátku 90. let s ní spolupracovaly některé osoby z řad Konfederace politických vězňů a pravicového exilu pro její silně antikomunistický akcent. Naproti tomu se její členové a přívrženci setkávali s komunisty v Klubu českého pohraničí nebo Odborovém sdružení ČMS. Při straně fungovalo Sdružení důchodců České republiky, Sdružení přívrženců a přátel Republikánů, Republikánská nadace PhDr. Miroslava Sládka a Republikánská mládež (ta byla roku 2002 soudně rozpuštěna).
Politická orientace členů a sympatizantů se rozkládala po celém politickém spektru, podle průzkumů se většina hlásila k pravici (levici reprezentovala například Andrea Cerqueirová, budoucí autorka kritické knihy o straně, a někteří lokální členové). Mediálně byly také sledovány sympatie některých stranických činitelů k fašismu a nacismu, včetně propojení s ultrapravicovým křídlem skinheadů (Sládek později sdělil, že by uvítal integraci Národního odporu do jednoho silného pravicového subjektu).
SPR-RSČ vydávala od roku 1990 týdeník Republika, který zanikl roku 2004. Republikáni udržovali mezinárodní vztahy s evropskou krajní pravicí, například s Liberálně-demokratickou stranou Ruska či francouzskou Národní frontou.

#### 2001–2008: Insolvence
V únoru 2001 byl na návrh zaměstnanců strany uvalen na majetek SPR-RSČ konkurs, a to kvůli mzdám, které strana dva roky zaměstnancům nevyplácela. Státní příspěvek za výsledek ve sněmovních volbách 1998 ve výši 20 milionů korun totiž zabavil daňový úřad, neboť evidoval dluh strany v přibližně stejné výši (celkové dluhy za volební kampaň a další služby dosáhly 40 milionů korun). Sládek ještě před vyhlášením konkursu založil roku 2000 novou stranu Republikáni Miroslava Sládka, do které přestoupilo velké množství členů SPR-RSČ, včetně samotného Sládka. Ten novou stranu považoval za politického nástupce SPR-RSČ. V červnu 2002 se předsedkyní SPR-RSČ místo Miroslava Sládka, který byl předsedou do února 2002, stala jeho partnerka Laura Rajsiglová, později provdaná Sládková.
V březnu 2006 nepravomocně udělil Obvodní soud pro Prahu 9 bývalému předsedovi Miroslavu Sládkovi a bývalému místopředsedovi Martinu Smetanovi tresty za předlužení SPR-RSČ v roce 2000, kdy uzavřeli nejméně 50 pracovněprávních smluv a zaměstnancům strany v nich neodůvodněně navýšili finanční odměny na zhruba 100 tisíc korun, ačkoliv museli vědět, že nemají dostatek finančních prostředků ani na plnění stávajících závazků. Straně tak vznikl závazek přesahující sedm milionů korun. Sládek dostal dvouletý trest odnětí svobody s podmíněným odkladem na 4 roky a peněžitý trest 500 tisíc korun, Smetana pak osmnáctiměsíční podmínku s tříletou zkušební dobou a peněžitý trest 300 tisíc korun. V lednu 2010 po sérii vrácení k nižší instanci odvolací Městský soud v Praze potvrdil oběma tresty odnětí svobody (Sládek: dvouletý podmíněný trest s tříletou zkušební dobou, Smetana: osmnáctiměsíční podmíněný trest se zkušební dobou 30 měsíců), oběma však zrušil peněžité tresty a zákaz činnosti.

#### 2008–2013: Obnovení, pozastavení činnosti a rozpuštění
Insolvenční řízení se stranou bylo ukončeno v únoru 2008. Dne 17. května 2008 se uskutečnil sjezd „republikánského hnutí“, kde se účastníci dohodli, že další stávající republikánské subjekty se sloučí do obnovené SPR-RSČ, jejímž staronovým předsedou byl téhož dne zvolen Miroslav Sládek. Zanikly tak strany Republikánská strana Čech, Moravy a Slezska, Republikáni Miroslava Sládka a také již formálně neexistující Radikální republikánská strana, Republikánská unie a hnutí Republikáni.
Obnovená strana se bez úspěchu a zisku jakéhokoliv mandátu zúčastnila krajských voleb 2008, evropských voleb 2009, sněmovních voleb 2010 a komunálních voleb 2010. SPR-RSČ ve všech těchto volbách získávala zanedbatelné počty hlasů, např. v evropských volbách 2009 obdržela celkem 7492 hlasů (0,31 %) a ve sněmovních volbách 2010 celkem 1993 hlasů (0,03 %).
Dne 7. prosince 2010 Nejvyšší správní soud rozhodl na návrh vlády o pozastavení činnosti SPR-RSČ s odůvodněním, že strana nesplnila svou zákonnou povinnost a nedoložila Poslanecké sněmovně finanční výroční zprávy za roky 2006 až 2009. Ze stejného důvodu, který se opakoval i v dalších letech (celkově šlo o nedodání finančních zpráv z let 2003–2012), byla SPR-RSČ dne 15. května 2013 Nejvyšším správním soudem rozpuštěna. Likvidace strany probíhala do května 2014, z Rejstříku politických stran a politických hnutí Ministerstva vnitra České republiky byla vyškrtnuta 15. května 2014.

### Seznam předsedů
- Miroslav Sládek (1990–2002)
- Laura Sládková (2002–2008)
- Miroslav Sládek (2008–2013)

### Odštěpené a nástupnické strany
Krátce po parlamentních volbách v roce 1990 se odštěpila Radikální republikánská strana. Ta se roku 1995 sloučila s dalšími odštěpenci z SPR-RSČ (k nimž náleželi i dva poslanci), čímž vznikla Vlastenecká republikánská strana (později Pravá alternativa). Někteří jedinci se spojili s Českým hnutím národní jednoty. V roce 2000 vznikla strana Republikáni Miroslava Sládka, do níž v průběhu let 2001 a 2002 přešla velká část členů SPR-RSČ, včetně Miroslav Sládka. Spolupracovala s Národní stranou.
V roce 2003 skupina lidí kolem Tomáše Vandase, která odešla z SPR-RSČ kvůli skandálům s financováním a údajné neschopnosti Miroslava Sládka, založila Dělnickou stranu. V parlamentních volbách v roce 2013 kandidovali za Dělnickou stranu sociální spravedlnosti, vzniklou po rozpuštění Dělnické strany v roce 2009, někteří bývalí poslanci za SPR-RSČ, např. Rudolf Šmucr nebo Milan Loukota.
K tradici SPR-RSČ se také hlásí strana Sdružení pro republiku – Republikánská strana Čech, Moravy a Slezska založená v roce 2010.
V roce 2016 založil Miroslav Sládek nástupnickou stranu Sdružení pro republiku – Republikánská strana Československa Miroslava Sládka.

## Volební výsledky

Volební výsledky SPR-RSČ ve volbách do České národní rady 1992

Volební výsledky SPR-RSČ ve volbách do Poslanecké sněmovny 1996

Volební výsledky z roku 1998, kdy se SPR-RSČ do Poslanecké sněmovny nedostala

Program strany přitahoval hlavně nižší a střední třídu na venkově, mladé muže se základním a středním vzděláním na severu Čech a důchodce.

### Sněmovní volby
(výsledky jsou uvedeny v procentech)
| Kraj                 | SL FS 1990* | SN FS 1990* | ČNR 1990* | SL FS 1992 | SN FS 1992 | ČNR 1992 | PS 1996 | PS 1998 | PS 2002 | PS 2006 | PS 2010 |
| -------------------- | ----------- | ----------- | --------- | ---------- | ---------- | -------- | ------- | ------- | ------- | ------- | ------- |
| Praha                | 1,09        | 1,10        | 1,17      | 3,14       | 3,25       | 3,11     | 3,72    | 2,15    | —       | —       | —       |
| Středočeský kraj     | 1,17        | 1,03        | 1,20      | 8,42       | 5,28       | 5,03     | 8,05    | 3,89    | —       | —       | 0,18    |
| Jihočeský kraj       | 0,91        | 1,10        | 0,95      | 7,36       | 7,84       | 7,15     | 7,82    | 3,41    | —       | —       | —       |
| Jihočeský kraj       | —           | —           | —         | —          | —          | —        | —       | —       | —       | —       | —       |
| Západočeský kraj     | 1,06        | 1,31        | 1,50      | 5,98       | 6,02       | 5,73     | 9,86    | 4,26    | —       | —       | —       |
| Plzeňský kraj        | —           | —           | —         | —          | —          | —        | —       | —       | —       | —       | —       |
| Karlovarský kraj     | —           | —           | —         | —          | —          | —        | —       | —       | —       | —       | —       |
| Severočeský kraj     | 1,25        | 1,49        | 1,45      | 11,13      | 11,18      | 10,58    | 12,65   | 6,11    | —       | —       | —       |
| Ústecký kraj         | —           | —           | —         | —          | —          | —        | —       | —       | —       | —       | —       |
| Liberecký kraj       | —           | —           | —         | —          | —          | —        | —       | —       | —       | —       | 0,37    |
| Východočeský kraj    | 1,11        | 1,20        | 1,17      | 5,84       | 5,88       | 5,46     | 7,47    | 3,68    | —       | —       | —       |
| Královéhradecký kraj | —           | —           | —         | —          | —          | —        | —       | —       | —       | —       | —       |
| Pardubický kraj      | —           | —           | —         | —          | —          | —        | —       | —       | —       | —       | —       |
| Kraj Vysočina        | —           | —           | —         | —          | —          | —        | —       | —       | —       | —       | —       |
| Jihomoravský kraj    | 0,81        | 0,72        | 0,64      | 6,31       | 6,99       | 6,27     | 7,77    | 3,56    | —       | —       | —       |
| Jihomoravský kraj    | —           | —           | —         | —          | —          | —        | —       | —       | —       | —       | —       |
| Severomoravský kraj  | 0,47        | 0,59        | 0,55      | 5,30       | 5,53       | 5,45     | 7,87    | 4,34    | —       | —       | —       |
| Olomoucký kraj       | —           | —           | —         | —          | —          | —        | —       | —       | —       | —       | —       |
| Zlínský kraj         | —           | —           | —         | —          | —          | —        | —       | —       | —       | —       | —       |
| Moravskoslezský kraj | —           | —           | —         | —          | —          | —        | —       | —       | —       | —       | —       |
| Česko                | 0,94        | 1,00        | 1,00      | 6,48       | 6,37       | 5,98     | 8,01    | 3,90    | —       | —       | 0,03    |

* V roce 1990 v koalici s Všelidovou demokratickou stranou.

### Evropské volby
| Volby | Počet hlasů | %    | Počet mandátů |
| ----- | ----------- | ---- | ------------- |
| 2009  | 7 492       | 0,31 | 0             |